# موریس آرتور پوپ
موریس آرتور پوپ (انگلیسی: Maurice Arthur Pope; ۹ اوت ۱۸۸۹ – ۲۰ سپتامبر ۱۹۷۸) فرد نظامی اهل کانادا بود. وی همچنین برندهٔ جوایزی همچون نشان حمام شده‌است.